# Тьягу Емануел Феррейра
Тьягу Емануел Феррейра (порт. Tiago Ferreira; нар. 10 липня 1993, Порту) — португальський футболіст, захисник клубу «Уніан Лейрія» та молодіжної збірної Португалії.
Виступав також за клуб МТК (Будапешт).
Володар Кубка Румунії.

## Клубна кар'єра
Народився 10 липня 1993 року в місті Порту.
У дорослому футболі дебютував 2012 року виступами за команду «Порту Б», у якій провів два сезони, взявши участь у 70 матчах чемпіонату. 
Згодом з 2014 по 2020 рік грав у складі команд «Зюлте-Варегем», «Уніан Мадейра» та «КС Університатя».
Своєю грою за останню команду привернув увагу представників тренерського штабу клубу МТК (Будапешт), до складу якого приєднався 2020 року. Відіграв за клуб з Будапешта наступні два сезони своєї ігрової кар'єри.
Протягом 2022—2023 років захищав кольори клубів «Трактор Сазі», «Кукесі» та «Трофенсі».
До складу клубу «Уніан Лейрія» приєднався 2023 року. Станом на 25 листопада 2024 року відіграв за клуб із Лейрії 22 матчі в національному чемпіонаті.

## Виступи за збірні
У 2008 році дебютував у складі юнацької збірної Португалії (U-15), загалом на юнацькому рівні взяв участь у 82 іграх, відзначившись 4 забитими голами.
У 2013 році залучався до складу молодіжної збірної Португалії. На молодіжному рівні зіграв у 4 офіційних матчах.

## Титули і досягнення
- Володар Кубка Румунії (1):

«Університатя» (Крайова): 2017-2018